# Paul Goacher
Paul Francis „Potsy“ Goacher (* 8. April 1917 in Anderson, Indiana; † 10. Februar 1986 ebenda) war ein US-amerikanischer Autorennfahrer.

## Karriere
Goacher wuchs mit 11 Geschwistern auf. Er arbeitete als Werkzeugmacher bei Delco und fuhr als Hobby Midget- und Sprintcar-Rennen in der Nähe seines Wohnortes, von denen er einige gewann. Er spielte auch Saxophon und Klarinette in einer Band seiner Heimatstadt.
1952 und 1953 versuchte er vergeblich, sich für die 500 Meilen von Indianapolis zu qualifizieren. 1954 hatte er im Training einen schweren Unfall. Seinen einzigen Einsatz bei einem Rennen der AAA-National-Serie hatte er 1953 auf der Milwaukee Mile, als er Andy Linden ablöste und seinen Pankratz-Offenhauser als Achter ins Ziel brachte.
Nach seinem Rücktritt betrieb er eine Volkswagen-Werkstatt in Anderson.

## Statistik

### Indy-500-Ergebnisse
| Jahr | Startnr. | Start | Qual (km/h) | Ergebnis | Runden | Führung | Ausfall         |
| ---- | -------- | ----- | ----------- | -------- | ------ | ------- | --------------- |
| 1952 | 93       | DNQ   |             |          |        |         |                 |
| 1953 | 36       | DNQ   |             |          |        |         |                 |
| 1954 | 67       | DNQ   |             |          |        |         | Trainingsunfall |

| Legende  | Legende            | Legende                                                          |
| Farbe    | Abkürzung          | Bedeutung                                                        |
| -------- | ------------------ | ---------------------------------------------------------------- |
| Gold     | –                  | Sieg                                                             |
| Silber   | –                  | 2. Platz                                                         |
| Bronze   | –                  | 3. Platz                                                         |
| Grün     | –                  | Platzierung in den Punkten                                       |
| Blau     | –                  | Klassifiziert außerhalb der Punkteränge                          |
| Violett  | DNF                | Rennen nicht beendet (did not finish)                            |
| Violett  | NC                 | nicht klassifiziert (not classified)                             |
| Rot      | DNQ                | nicht qualifiziert (did not qualify)                             |
| Rot      | DNPQ               | in Vorqualifikation gescheitert (did not pre-qualify)            |
| Schwarz  | DSQ                | disqualifiziert (disqualified)                                   |
| Weiß     | DNS                | nicht am Start (did not start)                                   |
| Weiß     | WD                 | zurückgezogen (withdrawn)                                        |
| Hellblau | PO                 | nur am Training teilgenommen (practiced only)                    |
| Hellblau | TD                 | Freitags-Testfahrer (test driver)                                |
| ohne     | DNP                | nicht am Training teilgenommen (did not practice)                |
| ohne     | INJ                | verletzt oder krank (injured)                                    |
| ohne     | EX                 | ausgeschlossen (excluded)                                        |
| ohne     | DNA                | nicht erschienen (did not arrive)                                |
| ohne     | C                  | Rennen abgesagt (cancelled)                                      |
| ohne     | keine WM-Teilnahme |                                                                  |
| sonstige | P/fett             | Pole-Position                                                    |
| sonstige | 1/2/3/4/5/6/7/8    | Punktplatzierung im Sprint-/Qualifikationsrennen                 |
| sonstige | SR/kursiv          | Schnellste Rennrunde                                             |
| sonstige | *                  | nicht im Ziel, aufgrund der zurückgelegten Distanz aber gewertet |
| sonstige | ()                 | Streichresultate                                                 |
| sonstige | unterstrichen      | Führender in der Gesamtwertung                                   |